# Olivia Lewis
Olivia Lewis (Qormi, 18 oktober 1978) is een Maltese zangeres.

## Biografie
Olivia Lewis geniet zowel in haar thuisland als in Europa vooral bekendheid door haar vele deelnames aan Malta Song for Europe, de Maltese voorrondes voor het Eurovisiesongfestival. Ze nam er sinds 1997 ieder jaar aan deel. Tienmaal op rij slaagde ze er echter steeds niet in om te winnen, hoewel ze er in 2004, 2005 en 2006 dicht bij was met driemaal op rij een tweede plaats. Bij haar elfde poging in 2007 won ze uiteindelijk de voorrondes met het nummer Vertigo en mocht ze dan toch voor Malta afreizen naar het songfestival. Haar deelname werd echter een teleurstelling, want ze strandde in de halve finale met slechts 15 punten op de 25ste plaats.

## Malta Song for Europe
- 1997 - Falling (for your love) (7de, samen met Marvic Lewis)
- 1998 - You're the one (15de)
- 1999 - Autumn of my love (7de)
- 2000 - Only for you (5de)/I wanna love you (9de)
- 2001 - Hold me now (10de)
- 2002 - Give me wings (11de)
- 2003 - Starting over (6de)
- 2004 - Take a look (2de)
- 2005 - Déjà-vu (2de)
- 2006 - Spare a moment (2de)
- 2007 - Vertigo (1ste)

1971: Joe Grech · 
1972: Helen & Joseph · 
1975: Renato · 
1991: Paul Giordimaina & Georgina · 
1992: Mary Spiteri · 
1993: William Mangion · 
1994: Chris & Moira · 
1995: Mike Spiteri · 
1996: Miriam Christine · 
1997: Debbie Scerri · 
1998: Chiara · 
1999: Times Three · 
2000: Claudette Pace · 
2001: Fabrizio Faniello · 
2002: Ira Losco · 
2003: Lynn Chircop · 
2004: Julie & Ludwig · 
2005: Chiara · 
2006: Fabrizio Faniello · 
2007: Olivia Lewis · 
2008: Morena · 
2009: Chiara · 
2010: Thea Garrett · 
2011: Glen Vella · 
2012: Kurt Calleja · 
2013: Gianluca Bezzina · 
2014: Firelight · 
2015: Amber · 
2016: Ira Losco · 
2017: Claudia Faniello · 
2018: Christabelle · 
2019: Michela · 
2021: Destiny Chukunyere · 
2022: Emma Muscat · 
2023: The Busker · 
2024: Sarah Bonnici · 
2025: Miriana Conte
- MusicBrainz: fbca023f-3f6b-4878-b912-d1a19e2125d9
- Virtual International Authority File: 4147121815826392951